# نقص دیواره بین‌بطنی
نقص دیواره بین‌بطنی (انگلیسی: Ventricular septal defect) یعنی بازماندن دیواره بین دو بطن راست و چپ پس از تولد نوزاد. شدت این نقص از نظر اندازه از یک سوراخ بسیار کوچک تا فقدان کامل دیواره بین بطنی که منجر به ایجاد بطن مشترک می‌شود متفاوت است.

## شیوع
نقص دیواره بین بطنی، شایع‌ترین نقص مادرزادی قلبی محسوب می‌شود و یک‌سوم کل بیماری‌های قلبی مادرزادی را شامل می‌شود. از هر هزار نوزاد متولدشده ۲ تا ۶ نفر به آن مبتلا می‌شوند.

## تشخیص و درمان
تشخیص ابتدایی با سمع قلبی و تشخیص قطعی با اکوکاردیوگرافی است.
اگر نقص بی‌علامت یا کوچک باشد، در ۸۰٪ بیماران، نقص دیواره به مرور، کوچک شده یا بسته می‌شود و مشکل مهمی را ایجاد نخواهد کرد. اگر این نقص دیواره بزرگ باشد با توجه به اختلاف فشار خون بین دو بطن موجب نشت خون از بطن چپ به بطن راست خواهد شد. این امر موجب افزایش فشار خون ریوی (در اوایل بیماری)، سیانوز نوزاد، نارسایی قلبی، اختلال رشد و ... می‌شود. درمان با جراحی باز یا بسته است.

## نگارخانه

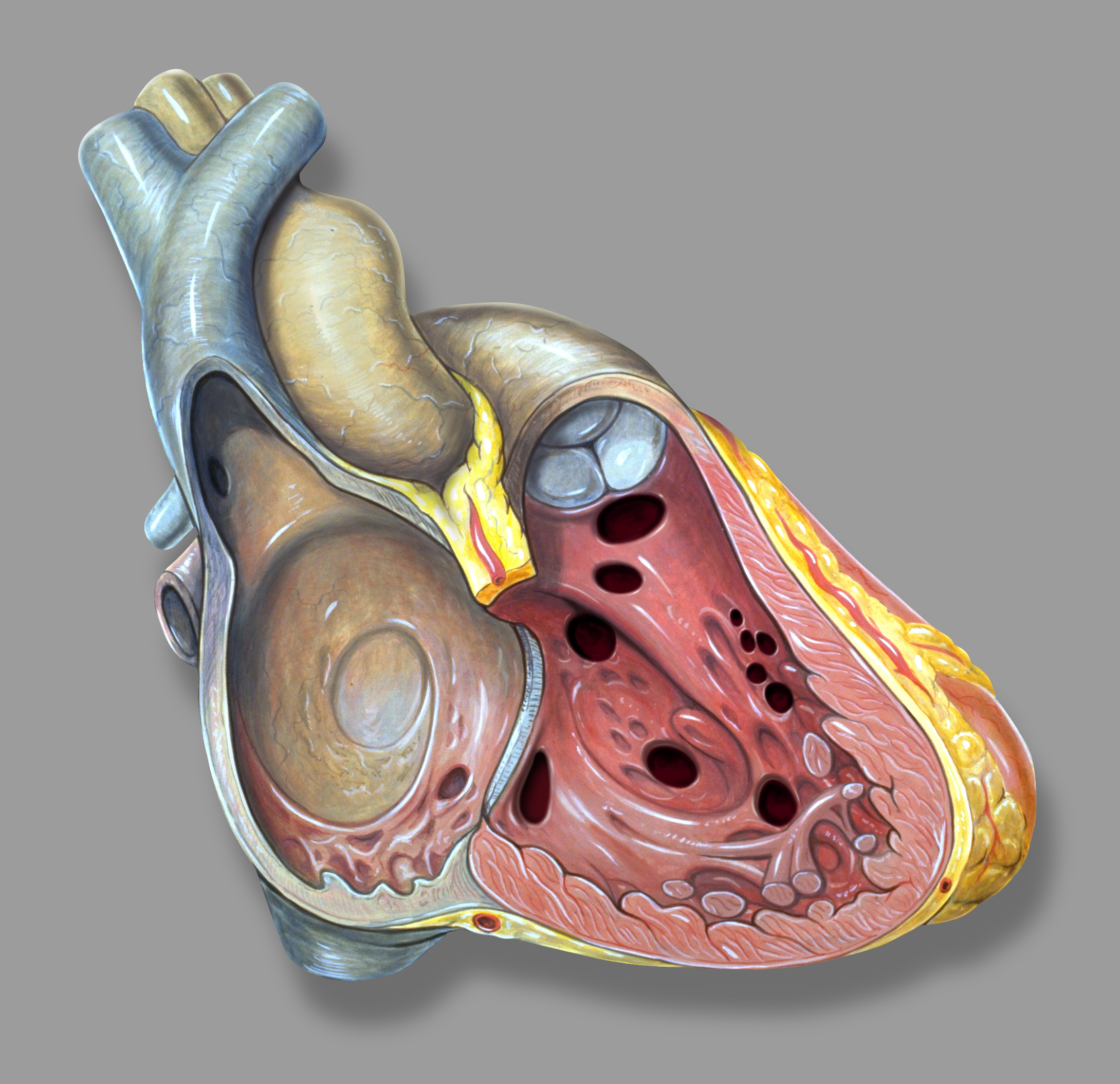
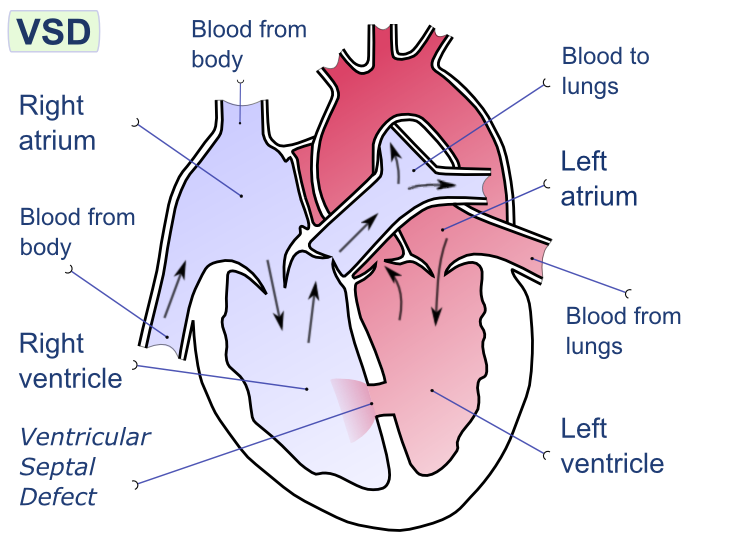
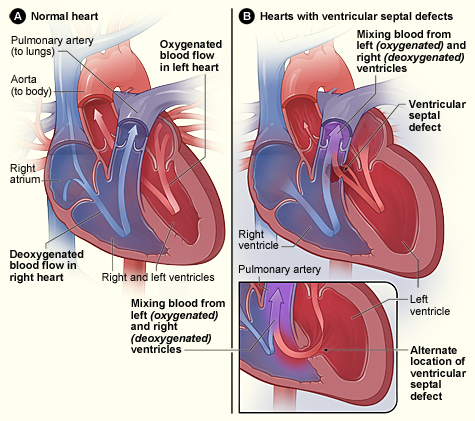